# 킹스 로우
《킹스 로우》(Kings Row)는 미국에서 제작된 샘 우드 감독의 1942년 드라마, 미스터리, 멜로/로맨스 영화이다. 앤 쉐리던 등이 주연으로 출연하였다.
이 영화는 헨리 벨라만의 동명의 1940년 소설을 케이시 로빈슨이 각색한 작품이다.

## 출연

### 주연
- 앤 쉐리던
- 로버트 커밍스

### 조연
- 로널드 레이건
- 베티 필드
- 찰스 코번
- 클로드 레인스
- 주디스 앤더슨
- 낸시 콜맨
- 카렌 베른
- 마리아 우스펜스카야
- 해리 대번포트
- 어니스트 코사트
- 일카 그러닝
- 팻 모리어리티
- 마이너 왓슨
- 루드윅 스토셀
- 어윈 캘저
- 에곤 브레처
- 앤 E. 토드
- 스코티 베켓
- 더글러스 크로프트
- 메리 토머스
- 줄리 워렌
- 메리 스콧
- 레아 베어드
- 월터 볼드윈
- 헨리 블레어
- 러드윅 하드
- 허버트 헤이우드
- 대니 잭슨
- 페인 B. 존슨
- 프레드 켈시
- 행크 만
- 프랭크 마요
- 잭 모워
- 헤이티 노엘
- 에머리 파넬
- 토머스 파커 로스
- 헤르민 스터러
- 엘리자베스 발렌틴

## 제작진
- 협력프로듀서 : 데이빗 루이스
- 미술 : 윌리엄 카메론 멘지스
- 의상 : 오리 켈리
- 분장부문 : 퍼크 웨스트모어